# Saizerais
Saizerais – miejscowość i gmina we Francji, w regionie Grand Est, w departamencie Meurthe i Mozela.
Według danych na rok 1990 gminę zamieszkiwało 1228 osób, a gęstość zaludnienia wynosiła 85 osób/km² (wśród 2335 gmin Lotaryngii Saizerais plasuje się na 318. miejscu pod względem liczby ludności, natomiast pod względem powierzchni na miejscu 363.).